# Pedro Del Piero
Pedro Del Piero (Roveredo in Piano, Italia, 4 de mayo de 1948) es un abogado, escribano, político argentino. Es además docente en Ciencias Jurídicas de la Universidad del Salvador. Se desempeñó como senador nacional por la CABA, director del Banco Central de la República Argentina (BCRA) y director del portal Educar. Actualmente está a cargo de la presidencia de la Fundación Metropolitana, cuya misión está abocada a la promoción del Planeamiento Estratégico Participativo para la Metrópolis Buenos Aires. 
En área privada, estuvo abocado a la consultoría jurídica de empresas comerciales y bancos, vinculado con emprendimientos productivos, financieros y de servicios.
En área pública, ejecutó la reestructuración integral de la Sindicatura General de la Ciudad de Buenos Aires, adecuándola a la normativa vigente y promoviendo la profesionalización de la misma.
También dentro de la esfera pública, se desempeñó como legislador nacional durante cuatro años, y como integrante de diversos equipos parlamentarios en calidad de asesor político técnico o jefe de despacho durante once años. Entre las principales temáticas legislativas, se destacan: Firma Digital; Desregulación telefónica; Plan de Infraestructura; Marca Argentina; Habeas Data; Sistema Nacional de Información Básica de Servicios Públicos; Patentes;  Autonomía de la Ciudad de Buenos Aires; Ética y transparencia en el sector público;  Delitos informáticos; Servicios de información y comunicación electrónica; Radiodifusión; Seguimiento de servicios públicos privatizados; Funcionamiento parlamentario; Puente Buenos Aires-Colonia; Educación pública y Cultura; Derechos del niño.

## Biografía

### Infancia y familia
Pedro Del Piero nació en Roveredo in Piano, un pequeño pueblo del Friul en el nordeste de Italia (1000 habitantes), vecino a la ciudad romana de Pordenone. Llegó a Argentina en diciembre de 1948 con 18 meses. Su infancia y adolescencia transcurre en Bahía Blanca. 
Es padre de cinco hijos y abuelo de ocho nietos. Hijo de Osvaldo Del Piero (mecánico) y Eride Michelazzi (modista). Su padre trabajó en el taller de Casa Iuale, rectificadora de Bahía Blanca, donde llega a ser delegado de la UOM. Estuvo movilizado ocho años y fue prisionero de los ingleses en África tres años, uno en un campo de concentración. Su madre aprende su oficio durante la guerra para poder alimentar a su hija. La decisión de sus padres de emigrar se debió principalmente a que las tres generaciones que lo antecedieron estuvieron en guerras. 
En mayo de 1948, cuando nace Pedro Del Piero, en Europa ya se empezaba a hablar de Guerra Fría. En diciembre de ese mismo año, su padre se instala en Bahía Blanca. Su radicación es facilitada por familiares que habían emigrado a fines del siglo XIX. En 1952, Osvaldo Del Piero cambia la grasa por los trapos. Aprende a cortar prendas con técnica y pasa a administrar un emprendimiento común con su mujer de prendas femeninas a medida. Tiempo después, ya con taller propio de costura y 24 operarias, llegan a despachar 600 prendas al mes y construir un buen pasar.

### Estudios
Cursó sus estudios primarios y secundarios en el Colegio Don Bosco, de la orden salesiana y concluyó las carreras de Derecho, Escribanía y Profesorado en Ciencias Jurídicas en  la Universidad del Salvador. Interesado desde ese momento en la política, comienza su militancia en villas y barrios populares, interesado en la Doctrina Social de la Iglesia y el pensamiento de avanzada a partir del Concilio Vaticano II, la teología de la liberación y los Sacerdotes de Tercer Mundo bajo la guía espiritual y de vida de Jaime de Nevares y la amistad con Carlos Mujica. 

### Carrera política
Fundó a fines de los sesenta la Agrupación Peronista 29 de Mayo en la USAL que junto con un desprendimiento del FEN (Frente Estudiantil Nacional) de la UBA y bajo la conducción de los Tenientes Peronistas Julián Licastro y José Luis Fernández Valoni, formaron el Comando Tecnológico Peronista. 
Ingresó al Senado de la Nación en mayo de 1973, como Secretario Privado del senador de la Nación por la Provincia de Córdoba, don Luis Carnevale, asesinado por el Comando Libertadores de América (Córdoba-Menéndez) en abril de 1976. Durante el proceso, su ocupación fue plena en el ejercicio de la profesión en materia comercial.  
Los años ochenta lo devuelven a la política. En 1982, junto con Pepe Albistur, Hernán Patiño Mayer y Francisco Lohle, fundan Ediciones Pequén, una pequeña editorial que produjo diez libros, entre los que se destacan “Desde que Grité Viva Perón”, de Antonio Cafiero; “La Constitución del 49” y “Padre Mujica, una vida para el pueblo”. En el proceso de regreso a la democracia integra la Lista Naranja del PJ y luego de la derrota de 1983, con importante y permanente simpatía por Raúl Alfonsín, se compromete muy activamente en la Renovación Peronista y con Antonio Cafiero, integrando el grupo inicial de la llamada Cafieradora (por los diálogos que manteníamos con  la Coordinadora radical). 
Se reincorpora al Senado en 1984 en la Comisión de Trabajo y Previsión presidida por el Senador puntano Oraldo Britos, líder del proceso de “los senadores de Río Hondo”. Britos fue otro componente importante de la Renovación Justicialista que gana las elecciones parlamentarias de 1985 –por afuera del PJ- y luego la Gobernación de la Provincia de Buenos Aires en 1987. 
Durante 1985 a 1987, Pedro Del Piero coordina el despacho parlamentario de Luis María Macaya (luego vice de Cafiero en PBA) y de 1987 a 1989 el de Guido Di Tella (luego Ministro de Menem). En paralelo, sostiene una activa participación en cada una de las campañas y desarrolla su profesión de abogado. 
A lo largo de toda la década, tuvo una intensa experiencia empresarial en Bonafide SAICI, al principio en un corto período con funciones gerenciales y luego –hasta asumir como Director del BCRA en 1989- como miembro del Directorio en especialidad jurídica. 
Además, fue abogado del Directorio del Banco Provincia de Buenos Aires casi dos años, también hasta asumir en el BCRA. Este cargo lo desempeña durante menos de un año, verano del Plan Bonex en el medio, y lo acepta por disciplina a Antonio Cafiero pero sin terminar de adoptar el encuadramiento con el gobierno menemista que proponía.

### Senado de la Nación
Tras la salida del BCRA -durante 1990- se vincula muy estrechamente con José Octavio Bordón, entonces Gobernador de Mendoza, para colaborar en la formación en Buenos Aires de Fundación Andina que fuera la plataforma programática del bordonismo. 
En diciembre de 1992, Bordón asume como senador de la Nación y Del Piero se convirtió en jefe de despacho hasta su renuncia en 1996. En ese lapso abandona el PJ luego de instalarse la reelección y funda el partido PAIS (Política Abierta para la Integración Social) y el FREPASO (Frente País Solidario). Fue estrecho colaborador de la fórmula Bordón-Álvarez en la campaña presidencial de 1995 y electo Senador de la Nación suplente de Graciela Fernández Meijide en octubre de ese año. 
Dos años después Fernández Meijide pasa a ser Diputada Nacional por la provincia de Buenos Aires y Del Piero se hago cargo de la senaduría, completando el mandato hasta 2001. 
En ese lapso, más precisamente en 1999, la Alianza se hace cargo de la Presidencia de la Nación con Chacho Álvarez presidiendo el Senado como Vicepresidente de la Nación. Junto con él, Antonio Cafiero y un reducido grupo de senadores, Del Piero sostiene la necesidad de investigar los posibles sobornos a Senadores para aprobar la ley de Reforma Laboral y cuyo escándalo provocó la renuncia de Álvarez. 
Del Piero exhibe la autoría política de la Ley de Firma Digital, la autoría del Dictamen de la Comisión Bicameral de Seguimiento de las Privatizaciones sobre la desregulación telefónica en el año 2000 y la inclusión de los Partidos Políticos como sujetos obligados a informar en la ley de lavado de dinero. 
Durante 2002 se desempeña como Síndico General de la CABA procediendo a la completa organización de la SIGEBA (Sindicatura General de Buenos Aires) y su estructura de control interno en todo el gobierno de la ciudad. 
Por desinteligencias sobre cómo debía ser el control interno, Aníbal Ibarra decreta el cese de sus funciones en diciembre. A partir de allí, Del Piero retoma en plenitud sus tareas profesionales de abogado en su propio estudio y la presidencia de la Fundación Metropolitana.
Complementariamente, fue director del Banco Hipotecario durante 2004 y 2005 convocado por Roberto Lavagna, ministro de Economía de Néstor Kirchner, donde intervino muy activamente en la negociación por la posible compra de la BNL por parte del BH, que finalmente no fue.

## Carrera en la Fundación Metropolitana
Sin compromisos de política partidaria intensificó su trabajo en la Fundación que a partir de la mitad de la década comenzó a caminar intensamente el Gran Buenos Aires, sus intendencias y sus problemáticas en clave metropolitana. 
En medio de una tarea que ya reconocía vínculos con casi 20 municipios del GBA, vio llegar en la elección de 2007 -con expectativa de cambio favorable- a una decena de intendentes jóvenes y modernos, con otra mirada sobre la política, con una relación diferente con sus vecinos desde el ejercicio de la gestión municipal. 
En los años posteriores, la Fundación Metropolitana profundiza su aporte político técnico con los municipios de Almirante Brown y Tigre, generando un vínculo personal muy rico con Darío Giustozzi y Sergio Massa.
En 2014, se desempeña como Director en la Escuela de Gobierno Yrigoyen, Perón, Frondizi del Frente Renovador e integra la Comisión Fiscalizadora del Instituto de Ayuda Financiera para el pago de Retiros y Pensiones Militares entre 2008 y 2013.

## Docencia
A principio de los años setenta ya había sido profesor de colegio secundario, en simultáneo a una bedelía, en el Colegio Pío IX de los padres salesianos, sito en Almagro y donde estudiaron Ceferino Namuncurá y Carlos Gardel. 
La especialidad del Colegio era electrónica y las materias a su cargo, en quinto y sexto año, fueron Sociología, Educación Cívica y Dirección de Empresas. 
Luego, durante el proceso militar, dicta Derecho administrativo en quinto año del Colegio Claret de Bahía Blanca (donde residió dos años). Ya vuelta la democracia, se convierte en docente en el Centro de Estudios de Nivel Terciario N°1 dependiente de la Dirección Nacional del Adulto cuya rectoría estaba a cargo del Lic. Daniel Filmus, dictando Derecho Civil y Derecho Comercial. 
Entre 1984 y 1994 fue Titular de Derecho Constitucional en la Facultad de Ciencias Sociales de la Universidad del Salvador con alumnos de posterior actuación pública Alberto Pérez; Alejandro Rodríguez; Juan Manuel Velasco; Carla Carrizo; entre otros). 
Durante 2006 y 2010 fue Vicepresidente del Plan Estratégico de la CABA.  Su mayor empeño estuvo puesto en que ese instituto, de carácter constitucional, ejerciera en plenitud la facultad de ejercer la iniciativa legislativa además de las recomendaciones a los poderes de gobierno de la ciudad.